# 今井理緒
今井 理緒（いまい りお、1995年12月2日 - ）は、日本の女優。三重県鈴鹿市出身。血液型O型。所属事務所は全映。
2001年に養成所でマネージャーにスカウトされ、デビューした。その後は、愛知県を拠点として芸能活動を行っている。

## 主な出演作品

### テレビドラマ
- ドラマ30 キッズ・ウォー4〜ざけんなよ〜[1]（2002年、中部日本放送） - 今井真理 役
- キッズ・ウォー・スペシャル[1]（2002年12月25日、中部日本放送）
- ドラマ30 幼稚園ゲーム3 第5話・第17話[1]（2003年、中部日本放送） - 中島美加 役

### CM
- 中部電力
- バロー

### スチル
- JR東海
- チャオ御岳スノーリゾート
- 松坂屋